# Ángel Vicioso
Ángel Vicioso Arcos (ur. 13 kwietnia 1977 w Alhama de Aragón) – hiszpański kolarz szosowy, zawodnik profesjonalnej ekipy Team Katusha-Alpecin.

## Najważniejsze zwycięstwa i sukcesy
2000
- 1. miejsce na 2. etapie Vuelta a la Rioja

2001
- 1. miejsce na 4. etapie Vuelta ao Alentejo
- 1. miejsce w GP Miguel Indurain

2002
- 1. miejsce w GP Miguel Indurain
- 1. miejsce w Klasika Primavera

2003
- 1. miejsce na 7. etapie Volta a Catalunya
- 2. miejsce w Vuelta al País Vasco
  - 1. miejsce na 2. etapie
- 2. miejsce w GP Miguel Indurain

2004
- 1. miejsce na 3. i 4b etapie Euskal Bizikleta

2005
- 1. miejsce na 1. i 4a etapie Euskal Bizikleta

2006
- 4. miejsce w Tour de Suisse
  - 1. miejsce na 4. etapie

2007
- 1. miejsce na 1. etapie Vuelta a Asturias
- 2. miejsce w Vuelta al País Vasco
  - 1. miejsce na 3. etapie
- 2. miejsce w Vuelta a la Comunidad de Madrid
  - 1. miejsce na 1. i 3. etapie
- 2. miejsce w Vuelta a Murcia

2008
- 1. miejsce w Vuelta a Asturias
  - 1. miejsce na 1. etapie
- 1. miejsce na 2. etapie Vuelta a la Comunidad de Madrid

2009
- 1. miejsce na 6. etapie Vuelta a Asturias

2010
- 1. miejsce w Vuelta a La Rioja
- 1. miejsce w Gran Premio de Llodio
- 1. miejsce na 2. etapie Vuelta a Asturias

2011
- 1. miejsce w GP Industria & Artigianato di Larciano
- 1. miejsce na 3. etapie Giro d'Italia

2015
- 1. miejsce w GP Miguel Indurain

## Starty w Wielkich Tourach
| Grand Tour | 2000 | 2001 | 2002 | 2003 | 2004 | 2005 | 2006 | 2007 | 2008 | 2009 | 2010 | 2011 | 2012 | 2013 | 2014 | 2015 |
| ---------- | ---- | ---- | ---- | ---- | ---- | ---- | ---- | ---- | ---- | ---- | ---- | ---- | ---- | ---- | ---- | ---- |
| Giro       | 72   | —    | 50   | —    | —    | —    | —    | —    | —    | —    | —    | 71   | 69   | DNF  | DNF  | —    |
| Tour       | —    | —    | —    | DNF  | DNF  | 64   | —    | —    | —    | —    | —    | —    | —    | —    | —    | —    |
| Vuelta     | —    | DNF  | —    | 67   | —    | 47   | —    | —    | —    | —    | —    | —    | 95   | 80   | —    | 103  |